# Шкільняк Степан Степанович
Степа́н Степа́нович Шкільня́к (24 травня 1951, м. Тернопіль) — український кібернетик, доктор фізико-математичних наук (2010).

## Біографія
1973 року закінчив факультет кібернетики Київського національного університету імені Тараса Шевченка.
Працює в Київському університеті після закінчення аспірантури 1977 року.
Кандидатська дисертація «Дослідження синтаксичної структури мов програмування» (1979).
2010 — доктор фізико-математичних наук, за темою «Теорія інтегрованих композиційно-номінативних моделей програм».

## Наукові інтереси
- синтаксичної структури мов програмування
- програмні алгебр та логіки

## Відзнаки
- Лауреати Державної премії України в галузі освіти (2018)
- Премія імені Тараса Шевченка Київського національного університету імені Тараса Шевченка (2010)